# ابویل
شهر ابویل (به فرانسوی: Abbeville) در شهرستان سم در ناحیه پیکاردی با جمعیت ۲۴٬۰۵۲ نفر در کشور فرانسه واقع شده‌است